# Trichostema lanceolatum
Espèce
Trichostema lanceolatum est une espèce de plantes à fleurs de la famille des Lamiacées.